# Billingford (Breckland)
Billingford is een civil parish in het bestuurlijke gebied Breckland, in het Engelse graafschap Norfolk met 253 inwoners.